# KB (航空機)
海防義会 KB
- 分類：実験用飛行艇
- 設計者：横田成沽
- 製造者：東京砲兵工廠、横須賀海軍工廠造兵部飛行機工場
- 運用者：大日本帝国海軍
- 生産数：1機
- 退役：1926年3月22日
- 運用状況：喪失

KBは、日本の海防義会が試作した実験用飛行艇。日本初の全金属製飛行機である。機体の製作は大日本帝国陸軍と大日本帝国海軍が共同で手がけ、運用は海軍が行った。

## 概要
1922年（大正11年）9月、海防義会は軍民の研究材料とするため、日本初の全金属製航空機となる試作飛行艇を製作することを決議した。機体の設計は東京帝国大学航空研究所と陸海軍のメンバーからなる「全金属製飛行機設計委員」に委託され、設計主務者は横田成沽技師が担当した。機体の製造は陸軍東京砲兵工廠が、動力・操縦装置・艤装の製造は横須賀海軍工廠造兵部飛行機工場が行った。機体名は当初全金属製水上飛行機とされたが、陸軍側の作業が完了した1924年（大正13年）3月に海防義会の「海防」から「KB」と命名されている。関東大震災の影響もあって作業は遅れ、1924年12月に完成した。
機体は海軍に献納され、田浦海岸で飛行試験を開始。機体に小改良が加えられつつ、速度性能や離着水性能は良好と判断されたが、1926年（大正15年）3月22日に行われた第7回飛行試験の際、滑空降下中に姿勢を崩し、急降下して海面に墜落する事故が発生し、全乗員4名が殉職した。予備艇体は用意されていたもののKBの開発が続行されることは無く、設計を改めた全金属製飛行艇（後の第三義勇飛行艇）を新たに建造することとなった。その後、残された予備艇体は東京砲兵工廠の実験機材として用いられた。
機体は高翼単葉の双発飛行艇で、翼の一部が羽布張りであることを除き全金属製。当初エンジンは国産エンジン（出力200 hp）を搭載する予定だったが、開発が遅れたためドイツ製のBMW-3Aエンジンに変更された。2翅の金属製プロペラやV型斜翼支柱なども新機軸であり、金属製艇体とともに海防義会が日本における特許を取得している。なお、墜落事故の原因は操縦装置の故障と見られている。

## 諸元
- 全長：13.95 m
- 全幅：21.78 m
- 全高：4.00 m
- 自重：2,012 kg
- 全備重量：3,086 kg
- エンジン：BMW-3A 水冷直列6気筒（離昇230 hp） × 2
- 最大速度：201 km/h
- 実用上昇限度：6,500 m
- 航続距離：2,000 km
- 乗員：4名